# Cosimo Gallotta
Cosimo Gallotta (ur. 25 maja 1977 w Oliveto Citra) – włoski siatkarz, grający na pozycji przyjmującego. Obecnie występuje w Serie A, w drużynie BCC-NEP Castellana Grotte.
Mierzy 195 cm. Trzykrotnie wystąpił w reprezentacji Włoch.

## Kariera
- 1994–1996  Sisley Treviso
- 1996–1997  Com Cavi Napoli
- 1997–1998  Jeans Hatu Bologna
- 1998–2000  Alpitour Cuneo
- 2000–2001  Esse-ti Carilo Loreto
- 2001–2002  Copra Berni Piacenza
- 2002–2003  Bre Banca Lannutti Cuneo
- 2003–2003  Sempre Volley Padwa
- 2003–2004  UniMade Parma
- 2004–2005  Volley Del Colle
- 2005–2006  Tiscali Cagliari
- 2006–2007  Itas Diatec Trentino
- 2007–2008  Famigliulo Corigliano
- 2008–2009  Sisley Treviso
- 2009–  BCC-NEP Castellana Grotte

## Sukcesy
- Puchar Ligi Mistrzów: 1995
- Superpuchar Europy: 1994
- Mistrzostwo Włoch: 1996
- Puchar Włoch: 1999
- Superpuchar Włoch: 1999, 2002